# Wszyscy umrą, a ja nie
Wszyscy umrą, ale nie ja (ros. oryg. Все умрут, а я останусь) to rosyjski dramat psychologiczno-społeczny, debiut reżyser filmów dokumentalnych Valeriyi Gai Germanika. Film nakręcono kamerą z ręki, co stwarza wrażenie dokumentu. Tłem muzycznym są tylko dwie piosenki zespołu Zwieri - Dożdi-pistolety (Дожди-пистолеты) i Rajony-Kwartały (Районы-Кварталы).
Film pokazano w 2009 roku na All About Freedom Festival w Trójmieście

## Obsada
- Polina Filonenko	 ... 	Katya
- Agniya Kuznetsova	... 	Zhanna
- Olga Shuvalova	... 	Wika
- Donatas Grudovich	... 	Aleks
- Yuliya Aleksandrova	... 	Nastia
- Garold Strelkov	... 	 tata Ziny
- Inga Strelkova-Oboldina	... 	mama Ziny
- Aleksei Bagdasarov	... 	tata Katii dad
- Olga Lapshina	... 	mama Katii

## Nagrody
Międzynarodowy Festiwal Filmowy w Cannes 2008: Critic’s Week (Golden Camera – Special Mention, Prix Regards Jeune); Moskwa 2008 (za aktorstwo); Gindou 2008; Ateny 2008; Kopenhaga 2008; Sztokholm 2008; Los Angeles 2008; Bruksela 2008 (najlepsze aktorki Polina Philonenko, Agnia Kuznetsova, Olga Shuvalova); Monachium 2008 (CineVision Award); Rotterdam 2009; Stambuł 2009; Londyn 2009 (Best First Feature); Nika Award 2009 (Discovery of the Year)